# Куряча сліпота (хвороба)
Куряча сліпота (гемералопія, нікталопія англ. Nyctalopia) — хвороба, яку спричинює нестача в організмі людини вітаміну А. Вітамін А (ретинол) міститься в структурі світлочутливої речовини сітківки ока людини — родопсину або «зорового пурпуру». При потраплянні світла на сітківку в родопсин і інших речовинах в колбочках і паличках очі відбуваються хімічні зміни, для яких і необхідна велика кількість вітаміну А. Саме ці зміни забезпечують адаптацію зору до темряви. При дефіциті вітаміну А в організмі розвивається хвороба, внаслідок якої людина не може бачити в умовах недостатньої освітленості. Цю хворобу назвали курячою сліпотою.

## Причини захворювання
Куряча сліпота може бути вродженою або є проявом інших очних хвороб (міопії, глаукоми, катаракти), недокрів'я, діабету або загального виснаження організму. Втім основною причиною захворювання людини курячою сліпотою є недостатнє надходження в організм вітаміну А.

## Клінічні ознаки
Людина, яка захворіла на гемералопію, дуже погано бачить при слабкому освітленні, їй доводиться напружувати зір, щоб пристосуватися бачити в темряві. Це основний і унікальний симптом курячої сліпоти. Також спостерігається відчуття сухості, «піску в очах». Якщо вчасно не провести лікування курячої сліпоти, то можлива повна втрата зору в темряві. Таким чином, гемералопія характеризується зниженням світлової чутливості, порушенням процесу темнової адаптації, звуженням полів зору, особливо на кольори. Діагноз ставлять на підставі скарг, клінічної картини, дослідження темнової адаптації та електроретінографії.

## Лікування
Лікування курячої сліпоти залежить від причин, що її спричинюють. Гемералопія може бути лише симптомом серйознішого захворювання. Вроджена гемералопія не лікується. При симптоматичній гемералопії призначають лікування основного захворювання.